# 托马斯·杨
湯瑪士·楊格（英語：Thomas Young，1773年6月13日—1829年5月10日），是一位英国科学家、医生、通才。其傳記作者，現代英國作家安德魯·羅賓森譽他為「世上最後一位無所不知之人」。

## 个人贡献

### 杨氏双缝实验
湯瑪士·楊格在物理学上作出的最大贡献是关于光学，特别是光的波动性质的研究。1801年他进行了著名的杨氏双缝实验，证明光以波动形式存在，而不是牛顿所想象的光粒子（Corpuscles）。二十世纪初物理学家将杨格的双缝实验结果和爱因斯坦的光量子假说结合起来，提出了光的波粒二象性，后来又被德布罗意利用量子力学引申到所有粒子上。

### 杨氏模量
他最早作出杨氏模量的明确定义，杨氏模量是材料力学中的名词，用来测量一个固体物质的弹性；并且他认识到“剪应变”也是一种弹性形变。

### 视觉和颜色
湯瑪士·楊格曾被誉为是生理光学的创始人。他在1793年提出人眼里的晶状体会自动调节以适应所见的物体的远近。他也是第一个研究散光的医生（1801年）。后来，他提出色觉取决于眼睛里的三种不同的神经，分别感觉红色，绿色，和紫色。后来亥姆霍兹对此理论进行了改进。此理论在1959年由实验证明。

### 医学
湯瑪士·楊格对血流动力学的贡献包括：在英国皇家医学院所作的报告，题为“心脏和血管的功能”（1808年）；《医学文学的介绍》（1813年）；《实践鼻科》（1813年）；《虚损类病的历史和治疗》（1815年）等等。

### 语言
湯瑪士·楊格曾对400种语言做了比较，并在1813年提出“印欧语系”。此语系曾在1647年由荷兰语言学家凡·伯克斯和恩首次提出。

### 埃及象形字
他同時也是最先尝试翻译埃及象形文的欧洲人之一（另外两人分别是法国人德·萨西和瑞典人阿克布拉德）。

## 作品

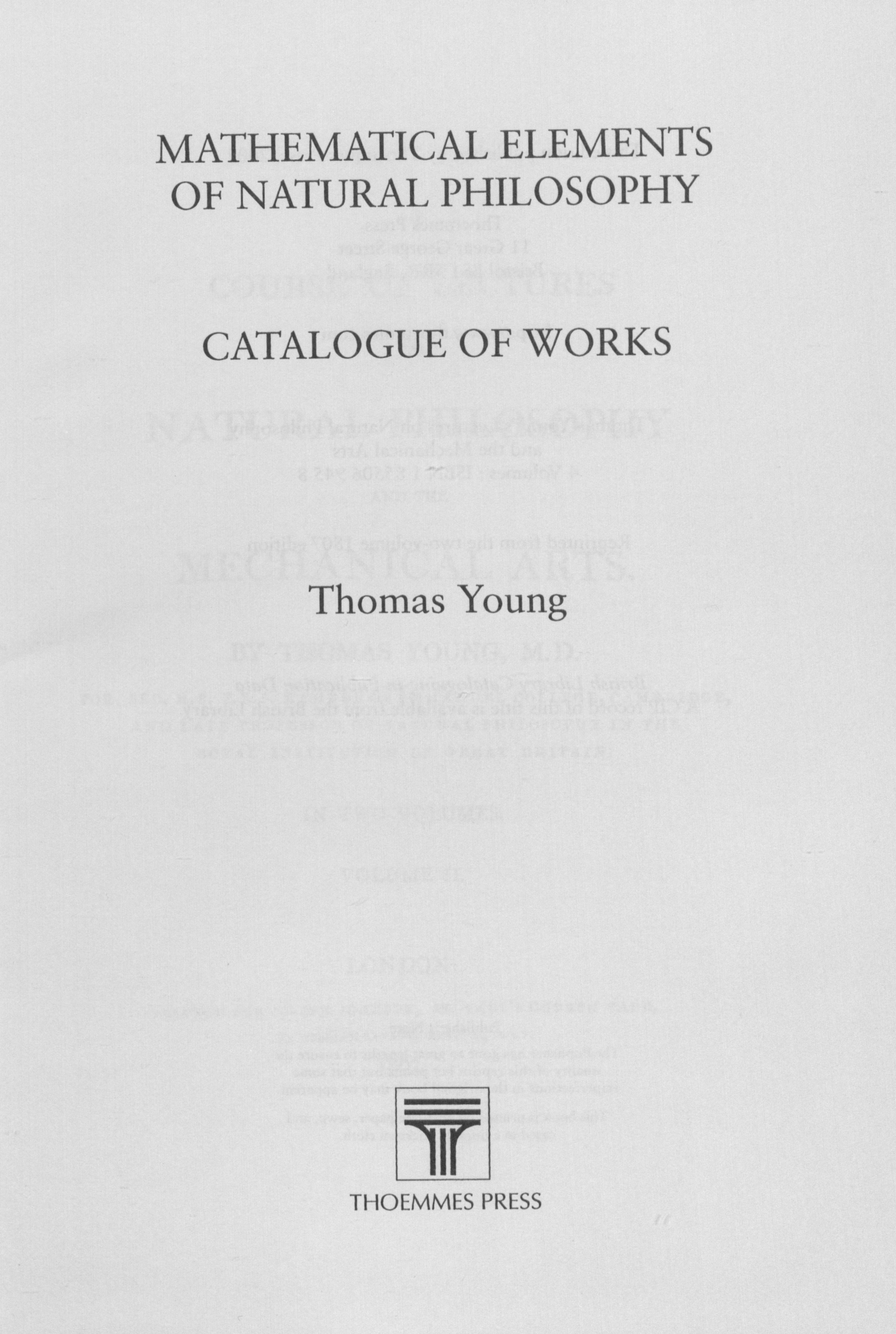
Mathematical elements of natural philosophy, 2002

1. A Course of Lectures on Natural Philosophy and the Mechanical Arts (1807)[2]
2. On the mechanics of the eye 1801
3. An Introduction to Medical Literature, including a System of Practical Nosology (1813)
4. A Practical and Historical Treatise on Consumptive Diseases (1815)